# لامين تراوري
لامين تراوري (بالفرنسية: Lamine Traoré)‏ (10 يونيو 1982 في السنغال - ) هو لاعب كرة قدم باركينسي في مركزي الدفاع وقلب الدفاع، شارك في كأس الأمم الأفريقية 2002 وكأس الأمم الأفريقية 2004. وشارك مع منتخب بوركينا فاسو لكرة القدم. أما مع النوادي، فقد لعب مع غنتشلربيرليغي ونادي رويال أندرلخت.

## وصلات خارجية
- لامين تراوري على موقع الاتحاد الدولي (مؤرشف)  (الإنجليزية)
- لامين تراوري على موقع اتحاد تركيا (لاعب) (الإنجليزية)
- لامين تراوري على موقع قاعدة بيانات كرة القدم.إي يو (الإنجليزية)
- لامين تراوري على موقع ناشيونال فوتبول تيمز (الإنجليزية)
- لامين تراوري على موقع عالم كرة القدم.نت (الإنجليزية)